# Wahlen zum Repräsentantenhaus der Vereinigten Staaten 1804
Bei den Wahlen zum Repräsentantenhaus der Vereinigten Staaten 1804 wurden in den Vereinigten Staaten ab dem 24. April 1804 an verschiedenen Wahltagen die Abgeordneten des Repräsentantenhauses gewählt. Die Wahlen waren Teil der allgemeinen Wahlen zum 9. Kongress der Vereinigten Staaten in jenem Jahr, in dem auch ein Drittel der US-Senatoren gewählt wurde. Gleichzeitig fand auch die Präsidentschaftswahl des Jahres 1804 statt, die der Amtsinhaber Thomas Jefferson klar gewann.
Zum Zeitpunkt der Wahlen bestanden die Vereinigten Staaten aus 17 Bundesstaaten (Ohio war als neuer Staat hinzugekommen). Die Zahl der zu wählenden Abgeordneten betrug 142. Die Sitzverteilung im Repräsentantenhaus basierte auf der Volkszählung von 1800. Bei den Wahlen konnte die Demokratisch-Republikanische Partei von Präsident Jefferson ihre bereits 1802 errungene Zweidrittelmehrheit noch weiter ausbauen. Der Grund hierfür war die große Beliebtheit des Präsidenten. Auch der im Jahr 1803 von Jefferson getätigte Kauf des Louisiana-Territoriums („Louisiana Purchase“), durch den das Territorium der Vereinigten Staaten im Westen bedeutend vergrößert wurde, war beim Volk sehr populär.
Frauen und Sklaven waren weder wahlberechtigt noch wählbar. In vielen Bundesstaaten waren auch freie Afroamerikaner von der Wahl ausgeschlossen. Das Wahlrecht für freie Männer war außerdem an einen gewissen Grundbesitz oder an ein bestimmtes Steueraufkommen gebunden.

## Wahlergebnis
- Demokratisch-Republikanische Partei: 114 (103) Sitze
- Föderalistische Partei: 28 (39) Sitze

Gesamt: 142
In Klammern sind die Ergebnisse der letzten regulären Wahlen von 1802. Veränderungen im Verlauf der Legislaturperiode, die nicht die Wahlen an sich betreffen, sind bei diesen Zahlen nicht berücksichtigt, werden aber im Artikel über den 9. Kongress im Abschnitt über die Mitglieder des Repräsentantenhauses bei den entsprechenden Namen der Abgeordneten vermerkt. Das Gleiche gilt für Wahlen in Staaten, die erst nach dem Beginn der Legislaturperiode der Union beitraten. Daher kommt es in den Quellen gelegentlich zu unterschiedlichen Angaben, da manchmal Veränderungen während der Legislaturperiode in die Zahlen eingearbeitet wurden und manchmal nicht.